# 古比雪夫區 (卡盧加州)
54°00′59″N 33°56′59″E / 54.01639°N 33.94972°E
古比雪夫區（俄语：Куйбышевский район），是俄羅斯的一個區，位於該國西部，由卡盧加州負責管轄，面積1,243平方公里，2010年人口7,831，人口密度每平方公里6.3人。